# Erica fastigiata
Erica fastigiata là một loài thực vật có hoa trong họ Thạch nam. Loài này được L. mô tả khoa học đầu tiên năm 1767.